# Chapalmalania
Chapalmalania és un gènere de mamífer carnívor extint de la família dels prociònids. Se n'han trobat restes fòssils a Sud-amèrica. Tot i estar emparentat amb els ossos rentadors i els coatís, Chapalmalania era un animal gros que podia arribar a mesurar fins a 1,5 metres de llargada, sense comptar-ne la cua curta.